# Wie die Wilden (1959)
Wie die Wilden ist eine DDR-Fernsehfilm-Komödie aus dem Jahr 1959 nach einem Lustspiel von Sergei Michalkow.

## Handlung
Die drei Freunde Stepan, Kolja und Anton machen zusammen Campingurlaub am Strand und freuen sich, eine Zeit lang „wie die Wilden“ zu leben und der Zivilisation – und den Frauen – zu entfliehen. Doch bald tauchen Vera und Silvia auf: zwei Freundinnen, die den Platz der drei Männer für sich beanspruchen, weil sie schon seit fünf Jahren immer an genau dieser Stelle zusammen zelten. Die Männer wollen nicht weichen, und so bauen Vera und Silvia ihr Zelt in direkter Nachbarschaft auf und versuchen, die Männer zu vergraulen, etwa durch lautes Radiohören.
Stepan, Kolja und Anton verabreden, die beiden Frauen zu ignorieren. Also ändern diese ihren Plan: Sie wollen die Männer in sich verliebt machen und dann so tun, also würden sie plötzlich abreisen, damit die Männer sie suchen und Vera und Silvia ihren Platz übernehmen können. Und so flirtet nun Vera mit Kolja und Silvia mit Anton, und es beginnt ein freundlicherer Umgang miteinander. Nur der überzeugte Junggeselle Stepan ist immun gegen ihren Charme und ihre Verführungstricks.
In den Gesprächen ergeben sich komische Missverständnisse: So glauben die Männer, die Frauen seien Polizistinnen, dabei ist Silvia Schauspielerin und hat nur im letzten Film eine Polizistin gespielt. Vera ist Löwendompteurin im Zirkus. Als sie mit Silvia davon spricht, wie sehr sie ihren Löwen Arthur vermisst, glauben die Männer, Arthur sei ihr Freund. Kolja hingegen wird von den Frauen für einen Arzt gehalten und gebeten, Veras Sonnenbrand zu behandeln – dabei ist er Tierarzt.
Als Vera und Silvia sicher sind, ihren jeweiligen Mann erobert zu haben, planen sie, ihre Abreise vorzutäuschen. Als nun am nächsten Morgen nur ein Abschieds-Zettel von Vera und Silvia zurückbleibt, packen die Männer eilig zusammen und fahren ab, um sie zu suchen. Vera und Silvia können sich nun ungestört an ihrem Lieblingsplatz ausbreiten. Beide merken aber, dass sie diese Entscheidung eigentlich bereuen, weil sie selbst Gefühle für Kolja und Anton entwickelt haben. Dies wollen beide zunächst nicht voreinander zugeben. Doch als Kolja zurückkehrt, weil er bei der schnellen Abreise etwas vergessen hat, hört er mit, wie Vera gesteht, ihn zu vermissen. Und so kehren die Männer um, und während des Abspanns sieht man, wie nun alle fünf gemeinsam einen fröhlichen Strandurlaub verbringen.

## Produktion
Der Film wurde im DEFA-Studio für Spielfilme produziert und am 24. September 1959 zum ersten Mal ausgestrahlt.